# Peter Jellitsch
Peter Jellitsch (* 25. März 1982 in Villach) ist ein österreichischer Künstler, der mit den Medien Zeichnung, Malerei und Installation arbeitet. Er lebt und arbeitet in Wien. 

## Leben
Peter Jellitsch absolvierte nach einer abgeschlossenen Lehre zum Tischler im Jahr 2001 die Berufsreifeprüfung. Von 2003 bis 2010 studierte er Architektur an der Akademie der bildenden Künste Wien. Von 2005 bis 2006 absolvierte er ein Gastjahr an der Universität für angewandte Kunst Wien. Seit 2012 ist er Dozent an der Akademie der bildenden Künste Wien.
2015 war er Teilnehmer der ersten Vienna Biennale in der Gruppenausstellung 24/7: the human condition und zeigte Data Drawings in der MAK Gallery des Museums für angewandte Kunst.

## Ausstellungen (Auswahl)
- 2012: Field Conditions, San Francisco Museum of Modern Art, US (Gruppenausstellung)
- 2013: Fokus Sammlung 04, Museum Moderner Kunst Kärnten, AT (Gruppenausstellung)
- 2014: Only Real, Public Works, Chicago, US
- 2014: Dernières Nouvelles de l‘Ether, La Panacèe, Montpellier, FR (Gruppenausstellung)
- 2014: Strabag Artaward International, Strabag Artlounge, Wien, AT (Gruppenausstellung)
- 2014: Without You I’m Nothing, Strabag Artlounge, Wien, AT
- 2015: It could be like this…, Museum Moderner Kunst Kärnten, AT
- 2015: 24/7: the human condition, Museum für angewandte Kunst, Wien, AT (Gruppenausstellung)
- 2015: Figur/Struktur, Werke aus der Strabag Artcollection, RLB Kunstbrücke, Innsbruck, AT (Gruppenausstellung)
- 2016: From Bits to Paper, Le Shadok, Strasbourg, FR (Gruppenausstellung)
- 2016: Only the Memory, Galerie Crone, Wien, AT
- 2016: The Campaign for Art, San Francisco Museum of Modern Art, US (Gruppenausstellung)
- 2016: Sequenced Perceptions, Galerie Clemens Gunzer, Zürich, CH (Gruppenausstellung)
- 2017: Black is still the new black, Collectors Depot, Pörtschach, AT (Gruppenausstellung)
- 2017: The House of Dust, Cneai, Paris, FR (Gruppenausstellung)
- 2017: Patents and Palm Trees, Galerie Crone, Wien, AT
- 2018: Filter Bubble, Kunstverein Kärnten, AT (Gruppenausstellung)
- 2018: Jetzt Für Immer, Birgit Lauda Art Foundation, Wien, AT

## Auszeichnungen (Auswahl)
- 2010: Carl-Appel-Preis
- 2010: Outstanding Artist Award[3]
- 2013: Margarete Schütte-Lihotzky Stipendium
- 2013: Förderungspreis für Bildende Kunst des Landes Kärnten[4]
- 2014: Theodor-Körner-Preis[5]
- 2014: Strabag Kunstpreis[6]
- 2014: MAK Schindler-Stipendium[7]

## Publikationen
- Joseph Becker, Sandra Petrasevic: Peter Jellitsch : Automatic Writing & Everything Else. Hrsg.: Peter Jellitsch, Birgit Lauda Art Foundation. Verlag für Moderne Kunst, Wien 2018, ISBN 978-3-903228-81-8.
- Sébastian Pluot, Marlies Wirth: Peter Jellitsch : The way you moved through me. Hrsg.: Peter Jellitsch. Verlag für Moderne Kunst, Wien 2016, ISBN 978-3-903131-73-6.